# Lewiston (Minnesota)
Lewiston és una població dels Estats Units a l'estat de Minnesota. Segons el cens del 2000 tenia 1.484 habitants.

## Demografia
Segons el cens del 2000, Lewiston tenia 1.484 habitants, 538 habitatges, i 392 famílies. La densitat de població era de 525,7 habitants per km².
Dels 538 habitatges en un 40,3% hi vivien nens de menys de 18 anys, en un 60,6% hi vivien parelles casades, en un 7,8% dones solteres, i en un 27,1% no eren unitats familiars. En el 24,2% dels habitatges hi vivien persones soles el 12,6% de les quals corresponia a persones de 65 anys o més que vivien soles. El nombre mitjà de persones vivint en cada habitatge era de 2,67 i el nombre mitjà de persones que vivien en cada família era de 3,19.
Per edats la població es repartia de la següent manera: un 29,7% tenia menys de 18 anys, un 8% entre 18 i 24, un 29% entre 25 i 44, un 18,5% de 45 a 60 i un 14,9% 65 anys o més.
L'edat mediana era de 35 anys. Per cada 100 dones de 18 o més anys hi havia 94,2 homes.
La renda mediana per habitatge era de 43.220 $ i la renda mediana per família de 48.631 $. Els homes tenien una renda mediana de 32.037 $ mentre que les dones 22.083 $. La renda per capita de la població era de 17.666 $. Entorn del 4,7% de les famílies i el 5,7% de la població estaven per davall del llindar de pobresa.

## Poblacions properes
El següent diagrama mostra les poblacions més properes.